# Scrobicularia plana
Scrobicularia plana är en musselart som först beskrevs av da Costa 1778. Enligt Catalogue of Life ingår Scrobicularia plana i släktet Scrobicularia och familjen Semelidae, men enligt Dyntaxa är tillhörigheten istället släktet Scrobicularia och familjen Scrobiculariidae. Arten är reproducerande i Sverige. Inga underarter finns listade i Catalogue of Life.

## Bildgalleri

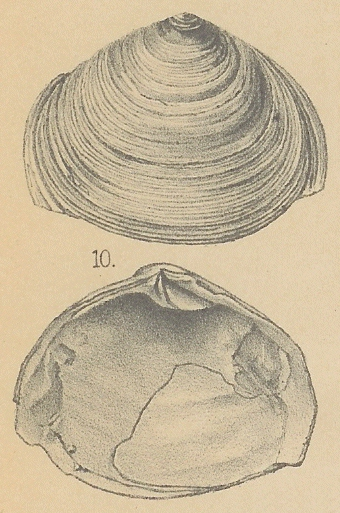